# Alcuin Deutsch
Alcuin Deutsch OSB (* 13. Februar 1877 in Wallern im Burgenland; † 12. Mai 1951 in Collegeville, Minnesota) war Abt der Benediktinerabtei St. John’s in Collegeville.

## Leben
Heinrich Deutsch wurde als Sohn deutscher Eltern in Wallern, damals Ungarn, geboren, einem Gebiet, das historisch wechselnd zu Österreich oder zu Ungarn gehörte. Als er vier Jahre alt war, wanderte er mit seinen Eltern nach Minnesota aus. Nach seinem Schulabschluss wurde er Novize in St. John’s und legte 1897 die erste Profess ab; seinen Ordensnamen wählte er nach dem Gelehrten und Liturgiker Alkuin von York. Er studierte an der Päpstlichen Benediktineruniversität Sant’Anselmo in Rom. Nach der Priesterweihe unterrichtete er am Kolleg und am Seminar der Abtei St. John’s und stieg zum Rektor des Seminars auf.
Er wurde 1917 zum Prior der Abtei ernannt und 1921 zum Abt gewählt. Sein Wahlspruch stammt von Martin von Tours: Non recuso laborem („Ich verweigere mich nicht der Arbeit“). Es folgten zahlreiche Erweiterungsprojekte und Neugründungen. Die Abtei St. John’s wurde 1941 zu einem rassenintegrierten Kloster, und die Universität, deren Präsident er war, hatte seit den frühen 1920er Jahren schwarze Studenten. Zwölf Jahre, von 1932 bis 1944, diente er der Amerikanisch-Cassinensischen Benediktinerkongregation als Präsident. Er förderte die Wiederherstellung der klösterlichen Liturgie und des gregorianischen Gesangs; als wissenschaftliche Referenz für die Liturgie gründete er die Zeitschrift Orate Fratres und beauftragte Virgil Michel, ab 1924 in Löwen zu studieren und die liturgische Bewegung in Belgien zu studieren und Beziehungen zu ihren Führern aufzubauen. Die Liturgische Presse wurde 1926 gegründet. Sie gab auch eine dem Orate Fratres ähnliche Zeitschrift für Nonnen heraus, die Sponsa Regis hieß. Deutsch widmete auch den Benediktiner-Oblaten Zeit und Aufmerksamkeit. Für sie verfasste er 1937 ein Handbuch für Oblaten und gründete ein monatliches Bulletin mit dem Titel The Oblate. Er förderte und unterstützte die Veröffentlichung eines kurzen Breviers für Laienbrüder und Oblaten.
Abt Alcuin erhielt 1923 das päpstliche Privileg, die cappa magna zu tragen. Im Jahr 1943 gestattete ihm der Vatikan den Gebrauch der violetten Biretta und des Pileolus, die er jedoch nur selten benutzte. Ab 1947 kämpfte Abt Alcuin mit schlechter Gesundheit, die durch Überarbeitung verursacht wurde. In seinem Nachruf in Orate Fratres heißt es: „Er starb in der Pfingstvigil, nachdem er einige Stunden zuvor seine wöchentliche Beichte abgelegt hatte.“ Da sein Namensvetter, Alkuin von York, an Pfingsten gestorben war, war das Datum von Bedeutung.
In seiner 29-jährigen Amtszeit wuchs die Zahl der Mönche in St. John’s Abbey stetig an. Als er starb, war sie die größte Benediktinergemeinschaft der Welt. Baldwin Dworschak war sein Nachfolger.

## Klostergründungen
Während seiner Amtszeit gründete St. John’s Missionen in Mexiko und Puerto Rico. Außerdem diente die Abtei allen katholischen Pfarreien auf den Bahamas, und die Apostolischen Vikare dieses Gebiets waren Mönche, die von Abt Alcuin dorthin gesandt wurden. Mehrere Mönche aus Collegeville wurden in junge Abteien in verschiedenen Teilen der Vereinigten Staaten entsandt: Mark Braun leitete die Abtei St. Gregory’s in Shawnee, Oklahoma; Cuthbert Goeb ging zur Abtei Assumption in North Dakota; Severin Gertken übernahm die Leitung der Abtei Münster in Saskatchewan, ebenso wie Michael Ott vor ihm. In Zeiten der Rassentrennung gründete er in Kentucky ein gemischtrassiges Kloster. Mönche wurden sogar von Minnesota nach Japan entsandt.